# Saison 2 de Slasher
 (octobre 2017).
Si vous disposez d'ouvrages ou d'articles de référence ou si vous connaissez des sites web de qualité traitant du thème abordé ici, merci de compléter l'article en donnant les références utiles à sa vérifiabilité et en les liant à la section « Notes et références ».
Chronologie
Saison 1 : Le Bourreau Saison 3
Slasher : Les Coupables (Slasher: Guilty Party) est la deuxième saison  de la série télévisée d'anthologie canadienne Slasher.
Cet article présente la liste des épisodes de cette deuxième saison.

## Synopsis
Camp Motega, il y a quelques années lors de l'été. Un groupe de moniteurs assassine l'une des leurs, Talvinder, et cache le corps dans les bois.
Cinq ans plus tard, ce même groupe, maintenant adulte, décide d'y retourner pour passer un week-end lors de l'hiver. Pour cela, ils rejoignent temporairement une communauté qui habite dans le camp depuis sa fermeture.
Mais le groupe ne retourne pas sur place par nostalgie, mais par inquiétude. En effet, un projet de construction est prévu là où le corps de Talvinder a été enterré et si le corps est retrouvé, les autorités pourraient remonter jusqu’à eux. Ils doivent donc retrouver les restes et les détruire le plus vite possible.
Mais rien ne se passe comme prévu. Le corps n'est plus à sa place et une personne au visage masqué commence à s'en prendre au groupe mais également à la communauté et laisse un message menacent et écrit avec du sang aux anciens moniteurs "Je sais que vous l'avez tuée". Isolés dans le camp, les secrets ainsi que les cadavres vont vite commencer à tomber.

## Distribution

### Acteurs principaux
- Leslie Hope (VFB : Audrey D'Hulstère) : Judith
- Lovell Adams-Gray (VFB : Alain Eloy) : Peter Broome
- Jim Watson (VFB : Sébastien Hébrant) : Noah Jenkins
- Paula Brancati (VFB : Béatrice Wegnez) : Dawn Duguin
- Christopher Jacot (en) (VFB : Michel Hinderyckx) : Antoine
- Paulino Nunes (VFB : Franck Dacquin) : Mark Rankin
- Ty Olsson (VFB : Nicolas Matthys) : Glenn Morgan
- Joanne Vannicola (VFB : Fabienne Loriaux) : Renée
- Sebastian Pigott (VFB : David Manet) : Owen Turnbull
- Madison Cheeatow (VFB : Livia Dufoix) : Keira

### Acteurs secondaires
- Melinda Shankar (VFB : Maïa Baran) : Talvinder Gill
- Kaitlyn Leeb (VFB : Esther Aflalo) : Susan Lam
- Rebecca Liddiard (en) (VFB : Marie du Bled) : Andi Criss
- Dean McDermott (VFB : Bruno Bulté) : Alan Haight
- Rebecca Amzallag (VFB : Sandrine Bonjean) : Stéphanie
- Jefferson Brown (en) (VFB : Laurent Van Wetter) : Gene
- Kyle Buchanan : Simon
- Simu Liu : Luke
- Sophia Walker (VFB : Frédérique Schürmann) : Megan
- Kimberly-Sue Murray (VFB : Sandrine Bonjean) : Janice
- Luke Humphrey (VFB : Simon Duprez) : R.G.
- Jon McLaren (VFB : Ronald Beurms) : Ryan
- Pedro Miguel Arce : Hunter

## Diffusion
- L'intégralité de la saison a été mise en ligne le 17 octobre 2017 sur Netflix.

## Liste des épisodes

### Épisode 1:Six pieds sous terre
- : 17 octobre 2017 sur Netflix

### Épisode 2:Entre le bien et le mal
- : 17 octobre 2017 sur Netflix

### Épisode 3:Saint Sébastien
- : 17 octobre 2017 sur Netflix

### Épisode 4:La nuit des chasseurs
- : 17 octobre 2017 sur Netflix

### Épisode 5:De mal en pis
- : 17 octobre 2017 sur Netflix

### Épisode 6:S.O.S.
- : 17 octobre 2017 sur Netflix

### Épisode 7:L'armée des morts
- : 17 octobre 2017 sur Netflix

### Épisode 8:Le passé ne meurt jamais
- : 17 octobre 2017 sur Netflix